# Corinne Michelle West
Corinne Michelle West (1908, Chicago - 1991, New York) est une peintre américaine dédiée à l'expressionnisme abstrait. Au cours de sa carrière, elle utilise le pseudonyme de Michael West, en raison du manque d'opportunités pour les femmes dans l'art.

## Biographie
Originaire de l'Illinois, Corinne West intègre le Conservatoire de musique de Cincinnati, puis l'Académie des Arts de Cincinnati dont elle sort diplômée en 1930. En 1932, elle déménage à New York, où elle se lie avec le peintre Arshile Gorky. Bien que Corinne West décrive quelques années plus tard leur relation comme « un amour platonique de deux artistes motivés par un amour du travail », Arshile Gorky voit les choses différemment. Il lui demande de l'épouser à six reprises. Parce qu'elle pense que cette vie de famille devra se substituer à sa carrière artistique, elle refuse et souhaite conserver sa place comme femme artiste avant tout.
Pianiste de talent et poétesse douée, elle choisit cependant de devenir peintre. Peu de femmes se lancent dans une carrière artistique durant la grande Dépression, et encore moins à New York. Elle est l'une des premières étudiantes d’Hans Hofmann, à l'Art Students League of New York. En 1932, elle est rejointe par l'artiste, Lee Krasner, la sculptrice Louise Nevelson, et la future galeriste, Betty Parsons, à une époque où les femmes sont tolérées dans le monde artistique, bien qu’aucun prix, ni compétition ne leur soient dédiés.
Dès 1934, elle commence à étudier aux côtés de l'artiste américain Raphael Soyer.
Dans les années 1930, elle se marie avec Randolph Nelson, puis épouse en secondes noces le cinéaste Francis Lee en 1948. Le couple divorce en 1960.
Corinne West continue de peindre jusqu’à sa mort, bien qu'un accident vasculaire cérébral en 1976 l’amène à cesser de se montrer publiquement. La manière dont elle continue à faire de l'art, sans se laisser décourager par le chauvinisme et la façon dont les critiques et les marchands ignoraient les femmes artistes, en fait un exemple de cette période. Elle décède en 1991, dans son studio de New York.

## Carrière artistique
En 1936, la première exposition personnelle de Corinne West prend place au Rochester Art Club. La même année, elle commence à se servir du pseudonyme de Michael West pour obtenir de meilleures opportunités de visibilité dans un monde de l'art principalement dominé par des hommes. Pour Ashille Gorky, le prénom « Corinne » fait écho à « une petite fille débutante ». Cette réflexion est basée sur ses propres préjugés contre les femmes dans le domaine artistique. En 1941, elle adopte définitivement cette identité dans sa vie régulière ainsi que sa peinture. D'autres, comme Lenore (Lee) Krasner et Grace (George) Hartigan en font de même,.
Corinne West est considérée comme l'une des pionnières de l'expressionnisme abstrait, un style communément associé à Willem de Kooning et aux peintures d'action de Jackson Pollock. Inspirée par la théorie de « l'énergie vivante » du philosophe parisien Henri Bergson et la nouvelle spiritualité issue de l'art américain d'après-guerre, la peintre adopte un style néo-cubiste, utilisant d’imposants coups de pinceau pour amener le mouvement sur la toile. Au cours de sa vie, elle qualifie les œuvres abstraites qui émanent d'elle d' « Art Nouveau » dont le terme formel deviendra « Expressionnisme Abstrait ». Elle peint des centaines de toiles des années 1940 à la fin des années 1980,.
Dans un essai de janvier 1946, elle écrit: « La nouvelle paix a créé un monde d'ouverture et une vitesse qui change à la fois la matière et la manière de faire les choses. C’est un système différent, le monde de l'artiste est devenu soudain ».
Avec Harlequin (1946), elle étudie « l'art comme processus » et ses abstractions expressives sont devenues des peintures d'action plus agressives. Cette œuvre constitue, pour elle, sa réponse à la destruction de la bombe atomique et aux tensions associées à la guerre froide. Dans beaucoup de ses peintures des années 1950 et 1960, l’artiste semble obsédée par les particules atomiques et la puissance de la bombe atomique, à l’image de la toile Space Poetry (1956),.
En 1953, son travail est exposé dans la prestigieuse Stable Gallery de Manhattan, aux côtés de Kooning, Kline, Robert Motherwell et Philip Guston.
En 1957, Corinne West expose en solo à la galerie Uptown à New York. Pour le critique Clark Mills : « Son art communique au spectateur un sentiment immédiat de la présence de forces vastes et peut-être incontrôlables et en perpétuel mouvement.  C'est un avertissement et une affirmation à la fois, comme une expression étonnante, palpable et directe, de puissance dynamique et poétique. ».
En 1958, elle a présenté une exposition solo à la Domino Gallery de Georgetown, Washington. La première grande exposition de son travail sur la côte ouest des États-Unis a lieu à titre posthume à la galerie Newport Beach, Californie, en 2010.

## Poésie
Corinne West est également une poétesse. Dans les années 1940, elle est l’autrice d’une série de 50 poèmes dont The New Art publié en 1942. Plus tard en 1968, elle rédige une nouvelle série de poèmes et peintures en lien avec la guerre du Vietnam.

## Expositions
Parmi une liste non exhaustive :
- Other Artists of the 50s, Kendall Campus Art Gallery, 1996
- Michael West, Miami-Dade Community College Miami, Floride, 1996
- Michael West, Pollock-Krasner House and Study Center New York, New York, 1996
- Michael West : Automatic Paintings, 123 Watts Gallery, New York, New York, 1999
- Second to None : Six Artists of New York School, Thomas McCormick Gallery, Chicago, Illinois, 2001
- Rapt in the New York School, The Studio Armonk, New York, 2005
- Suitcase Paintings Small scale Abstract Expressionism, Georgia Museum of Art, Athens, Géorgie, 2007
- Michael West, Ball State University Museum of Art, Muncie, Indiana, 2007
- Michael West, Utah Museum of Fine Art, Salt Lake City, Uah, 2007
- Michael West, Sydney Mishkin Gallery, Baruch College, New York, New York, 2008
- Michael West, Greenville County Museum of Art, Greenville, Caroline du Sud, 2008
- Paintings from the Forties to the Eighties, Art Resource Group gallery, Minneapolis, Minnesota, 2010